# 1900년 하계 올림픽 모터사이클
1900년 하계 올림픽 모터사이클은 프랑스 파리에서 개최된 1900년 하계 올림픽의 비공식 종목이다.